# 皮卡第
皮卡第（法語：Picardie，法語發音：[pikaʁdi] ⓘ），又译庇卡底，是法国的一个旧大区，它下属三个省：埃纳省（Aisne，02）、瓦兹省（Oise，60）和索姆省（Somme，80）。2016年1月1日，皮卡第大区与北部-加来海峡大区合并为上法蘭西大區。

## 词源
“皮卡第”一词并非来源于地理名词，也不是一个历史名词。这个词出现于1248年，是从picard也就是piocheur（挖地者，引申為勤勞者、苦讀的學生）衍生而来。当时巴黎人将所有在Senlisis和Valois森林北方地区生活的农民称为piocheur；而在法国的北方，那些不讲弗拉芒语的人被称为picard。这些地区包括阿拉斯、滨海布洛涅、加莱以及图尔奈，而来自这些地方的学生在巴黎和奥尔良就成了“皮卡第人”。

## 历史
在中世纪，“皮卡第”指的是巴黎以北的法國，甚至包括說荷蘭語的佛兰德地區。因此这个名词所指稱的區域比現在的皮卡第大区要广很多，在巴黎的拉丁區，人們稱呼那些從佛兰德來，在著名的索邦大學就讀的學生为“皮卡第人”。
在狭义上，“皮卡第”可以指設立於十六世纪的皮卡第行政区，包括索姆省、埃纳省的北部以及瓦兹省的北部边界。而皮卡第语之类的名词中被保留了下来。
在法国大革命之前，布伦港和加莱也被认为属于皮卡第地区，而现在它们属于北部加来海峡大区。不过历史上这些地区还曾经属于阿图瓦省，它们于十五世纪从该省分出。
现在的皮卡第大区涵盖的范围要大于历史上的皮卡第行省，因为埃纳省的南部和大部分的瓦兹省曾经是历史上的法兰西岛行省，而索姆省和埃纳省的北部才属于原来的皮卡第行省。当1982年建立大区的时候，皮卡第行省的面积不足以成立一个大区，因而法国政府决定将法兰西岛的北部加入新的皮卡第大区，这些地区包括博韦、瓦卢瓦、努瓦永、拉昂、苏瓦松等。

## 地理
由于历史原因，皮卡第大区其实是一个人为划分的地理概念。事实上瓦兹省的南部处于大巴黎的辐射范围，当地的居民来往于法兰西岛工作和学习，很少认为自己是“皮卡第人”。
在地理上，人为划分的痕迹也相当明显。“真正的”皮卡第地区是开阔的平原，血腥的索姆河战役在此展开；而大区的南方，历史上属于法兰西岛的地区则是风光旖旎的丘陵地区，覆盖着茂密的树林。

## 文化
除了南部，该地区通用的方言是皮卡第语。
皮卡第语与被推广为国语的法兰西岛使用的语言法兰西语（francien）是不同的，它在十八世纪达到了顶峰：它的使用范围包括目前的皮卡第大区全境（除了瓦兹省和索姆省的南部）、加莱海峡省、诺尔省（除了敦刻尔克）、部分比利时埃诺省（蒙斯和图尔奈地区）。至十九世纪初，皮卡第语在博韦、努瓦永和韦尔万南部已不再使用，而成为一种乡间土语。